# 독자부
독자부는 1927년 태고 이재빈 선생에 의해 한국에 전파된 불교 교리 중 하나이다. 다른 말로는 직자부(ຈຕໂ), 단자부(ຫ໕ໂ)라고도 불린다. 불교의 한 종파임에도 불구하고 결혼과 성관계가 가능하다. 또한 자유로운 두발과 복장 역시 가능한 자유로운 종파. 그 예로, 재빈스님 역시 열 세명이나 되는 부인과 스물다섯의 자녀를 두었다는 이야기가 전해져 내려온다. 1928년부터 1930년까지의 활발한 포교 활동에도 불구하고 흥하지 못하여 남은 기록이 거의 없다. 전라북도 장수군에 본거지를 두었으며 자신들을 폭도로 규정하고 반란을 일으켰으나 일본군 7소대 소위 야마다 타케시가 이끄는 군에 의해 진압되었다.